# Вопрошание Кириково
«Вопрошание Кириково» — древнерусское каноническое сочинение в вопросно-ответной форме, написанное Кириком Новгородцем, монахом Антониева монастыря в Новгороде, в 40—50-е годы XII века. Памятник посвящён вопросам догматически-канонического характера, которые, как предполагается, обсуждались в среде духовенства и прихожан средневекового Новгорода.
Кирик задаёт вопросы архиепископу Новгородскому Нифонту, митрополиту Киевскому и всея Руси Клименту Смолятичу и другим лицам и получает на них ответы.

## Текстология
Известно не менее 40 списков памятника с конца XIII века, объединяемых в три редакции:
- Основная, или Синодальная редакция Кормчих книг. Древнейший список находится в составе Новгородской Синодальной кормчей[3], другие списки входят в состав Кормчих, датируемых не ранее середины XV века[4].
- Особая редакция, в которой статьи памятника перегруппированы, чтобы систематизировать материал. Списки с начала XVI века.
- Сокращённая редакция, включающая ответы Нифонта и других иерархов и существенно сокращающая вопросы Кирика. Списки с начала XV века.

Считается, что ближайшей к оригиналу является Основная редакция, но первоначальные чтения имеются во всех редакциях. Так, Особая редакция сохранила ряд мелких колоритных деталей, оказавшихся неуместными при включении произведения в Кормчую.
Датировка памятника основана на времени деятельности лиц, которым Кирик задавал свои вопросы:
- Архиепископ Нифонт занимал Новгородскую кафедру в 1130 / 31—1156 годах. * Вопросы митрополиту Клименту Смолятичу были заданы, как предполагается, между 1147 и 1149 годами.
- Вопросы игумену Аркадию (будущему новгородскому епископу) — 1156—1158 годах, поскольку о нём говорится: «с игуменом, а творяшеся епископа». Имеется ввиду время, когда Аркадий был избран епископом, но ещё не хиротонисан в Киеве[2].

Имеется также мнение, что «Вопрошание» было составной частью «Учения о числах» того же автора, но эта точка зрения не получила признания в науке.

## Авторство
Некоторые исследователи предполагали, что «Учение о числах» и «Вопрошание Кириково» составлены разными авторами, но это не признано большинством учёных.

## Содержание
Состоит из вопросов, адресованных Кириком архиепископу Нифонту, митрополиту Клименту Смолятичу, игумену и будущему епископу Аркадию, игуменье Марине (в ряде списков Марья), «епископскому чернецу» Луке Евдокиму, и данных ими разъяснений, каким образом следует поступать священнику.
В «Вопрошание» включены также вопросы, заданные некими Саввой (возможно, впоследствии игумен новгородского Духова монастыря) и Илией (возможно, впоследствии новгородский архиепископ Иоанн II). Предположительно, вначале эти части были отдельными произведениями. В Основной редакции они находятся после текста Кирика и имеют отдельные заголовки, в Особой редакции перемешаны с вопросами Кирика.
Памятник разделяется на тематические разделы: вопросы богослужебной практики, отношение к причастию, пищевые запреты, обращение в православие «латинян», иноверцев и язычников, вопросы телесной и духовной чистоты в отношении к посту и брачным отношениям, взаимоотношения полов в среде мирян и духовенства. Большое внимание уделено вопросам материнства, детства, суеверий, народной религии.
По мнению Т. В. Гимона, большая часть вопросов Кирика обусловлена  реалиями церковной жизни. Так, в статье  4 речь Кирик спрашивает о допустимости ростовщичества, называет размеры процентов. Нифонт в ответ лишь призывает мирян снижать проценты. В ст. 33 говорится о поклонении роду и рожаницам. Ст. 40 рекомендует разные сроки поста оглашенных, предшествующего крещению: славяне должны поститься 8 дней, «болгарину, половчину, чюдину» следует соблюдать пост в 40 дней. В ст. 55 затрагивается вопрос о допустимости хоронить умершего с иконой. Эта практика подтверждается археологическим находками. В ст. 65 Кирик спрашивает, нет ли греха в том, чтобы «по грамотам ходити ногами». Речь идёт, вероятно, о берестяных грамотах. В ст. 69 поднимается вопрос о мужчинах, которые открыто или тайно берут наложниц из числа своих рабынь.
Памятник был исключён из некоторых редакций Кормчей. Согласно мнению Я. Н. Щапова, это произошло вследствие того, что Нифонт в своих ответах в стремлении облегчить усвоение местным населением христианского учения давал такое упрощение византийских христианских обрядов и морали, которое граничило с их искажением.

## Значение
«Вопрошание» представляет собой чрезвычайно редкий источник о повседневной жизни древнерусского города, о ранней истории христианства и остатках язычества на Руси. В произведении продолжается практика «вопрошаний» киевских монахов второй половины XI века — Феодосия Печерского, игумена Спасо-Берестовского монастыря Германа, Иакова Черноризца, обращенных к митрополитам — Георгию, Иоанну II. При этом «Вопрошание Кириково» отличается бо́льшим тематическим охватом.

## Влияние
Сочинение известно в большом числе списков, несопоставимом с другими памятниками данного жанра. «Вопрошание» было включено в состав в Кормчих книг. В Поучении 1166 года, атрибутируемом Новгородскому свт. Иоанну (Илии), священникам рекомендуется держать у себя «устав блаженаго Нифонта», возможно, «Вопрошание». «Вопрошание» используется в новгородских памятниках XIV века правиле «Аще двоженец» и «Правиле святых апостол о церковном устроении». Всё это свидетельствует о большом практическом значении данного произведения для Русской церкви, по крайней мере, в Новгороде.

## Издания
- Калайдович К. [Ф.] Памятники российской словесности XII в. — М., 1821. — С. 165—203.
- Е[вгений (Болховитинов), митрополит]. Сведения о Кирике, предлагавшем вопросы Нифонту, епископу Новгородскому // В кн.: Труды и летописи Общества истории и древностей Российских. — М., 1828. — Ч. 4, кн. 1. — С. 122—129.
- «Се иесть въпрошание Кюриково, неже въпраша иепископа ноугородьского Нифонта и инех» / Подг. А. С. Павлов // В кн.: Памятники древнерусского канонического права. — СПб., 1880. — Ч. 1 (РИБ, т. 6). — Стб. 21—62.
- Памятники древнерусского канонического права. — Стб. 21—62 [«Вопрошание» по древнейшему списку ГИМ. Син. 132, кон. XIII в.].
- Смирнов С. И. Материалы для истории древнерусской покаянной дисциплины : Тексты и заметки. — М., 1912. — С. 1—27 [Особая ред. «Вопрошания» по спискам XVI—XVII вв.].
- Бенешевич В. Н. Древнеславянская Кормчая XIV титулов без толкований. — София, 1987. — Т. 2. — С. 90—94 [Сокращенная ред. «Вопрошания» в виде правил].
- Мильков В. В., Симонов Р. А. Кирик Новгородец : Ученый и мыслитель. — М., 2011. — С. 299—534 [«Учение» по всем спискам, «Вопрошание» Основной, Особой, Краткой редакций и комбинированного состава, по спискам XV—XVI вв.].